# Hypnodendron camptotheca
Hypnodendron camptotheca är en bladmossart som beskrevs av Andries Touw 1971. Hypnodendron camptotheca ingår i släktet Hypnodendron och familjen Hypnodendraceae. Inga underarter finns listade i Catalogue of Life.